# NGC 3898
NGC 3898 (другие обозначения — UGC 6787, MCG 9-19-204, ZWG 268.88, ZWG 269.2, IRAS11465+5621, PGC 36921) — галактика в созвездии Большая Медведица.
Этот объект входит в число перечисленных в оригинальной редакции «Нового общего каталога».
Галактика NGC 3898 входит в состав группы галактик NGC 3898. Помимо NGC 3898 в группу также входят ещё 9 галактик.
Является довольно богатой газом галактикой. Локальные максимумы нейтрального водорода в NGC 3898 находятся на радиусе внешних спиральных рукавов.